# Fronsburg (zámek)
Zámek Fronsburg leží severně od Weitersfeldu ve Fronsburgu v okrese Horn ve Waldviertelu v rakouské spolkové zemi Dolní Rakousy.

## Historie
Hadmar z Freundesperchu, ministerský hrabě z šlechtického rodu Hardeggerů, byl poprvé zmíněn v roce 1230.
Roku 1281 v knize kláštera St. Bernharda jsou zmiňováni Winther z Vriuntsperchu a bratři Leutwin a Leo z Vreuntsperchu.
Od roku 1300 následuje častá změna majitelů. Během husitských válek byl Fronsburg dobyt a zničen.
V roce 1448 dostali hrad bratři Oswald a Stephan z Eyczingerů od Michaela hraběte Hardegga, avšak za podmínky, že po vymření rodu bude léno opět vráceno.
V roce 1739 hrad získala rodina Khevenhüllerů, kteří během doby hrad přestavěli na renesanční zámek. Hrad Hardegg se časem změnil v ruinu a Riegersburg (hrad) sloužil pro reprezentaci, sestěhovali v roce 1776 Khevenhüllerové správu panství a okresní soud na zámek Fronsburg. Pod hradní kaplí postavili rodinnou hrobku.
Později za knížete Carl z Khevenhüller-Metsch dal hrad Hardegg znovu postavit a pod hradní kaplí další rodinnou hrobku, do které byl sám také pohřben.
Nedaleko zámku Fronsburg se nachází "Fronsburger Bründl" s vyřezávanou Madonou.
Sousedními hrady a zámky jsou zámek Schrattenthal, zřícenina hradu Neudegg u Pulkau, zámek Niederfladnitz a zámek Riegersburg.